# Rennrodel-Amerika-Pazifikmeisterschaften 2018
Die Rennrodel-Amerika-Pazifikmeisterschaften 2018 wurden vom 15. bis 16. Dezember 2018 im Rahmen des 4. Weltcuprennens der Saison 2018/19 auf der Olympia-Bobbahn Mount Van Hoevenberg in Lake Placid, Vereinigte Staaten ausgetragen.
Es waren Wettbewerbe in den Einsitzern für Männer und Frauen sowie dem Doppelsitzer für Männer geplant. Da für das Rennen der Doppelsitzer nur zwei startende Paare angetreten waren und somit die laut Reglement erforderlichen drei Teilnehmerschlitten verfehlt wurden, wurde im Doppelsitzer kein Titel vergeben. Die restlichen Wettbewerbe wurden, wie geplant, im Race-in-Race-Modus mit dem Weltcuprennen in zwei Läufen entschieden. Für die Wertung dienten die Ergebnisse der Weltcuprennen in den entsprechenden Disziplinen. Sportlerinnen und Sportler, die sich, im dem Weltcup vorangegangenen, Nationencup nicht für den Weltcup qualifizieren und somit nicht am Wertungsrennen für die Amerika-Pazifikmeisterschaften teilnehmen konnten, wurden in der Reihenfolge ihrer Platzierungen des Nationencups eingereiht.
Es siegten Christopher Mazdzer im Einsitzer der Männer und Emily Sweeney im Einsitzer der Frauen.

## Titelverteidiger
Bei den vergangenen Amerika-Pazifikmeisterschaften 2017 im kanadischen Calgary siegten mit Alex Gough im Einsitzer der Frauen, Samuel Edney im Einsitzer der Männer sowie dem Doppelsitzerpaar Tristan Walker und Justin Snith allesamt Angehörige des kanadischen Teams. Alex Gough und Samuel Edney hatten ihre Karriere zum Ende der Saison 2017/18 beendet, weshalb sie nicht zur Titelverteidigung antraten.

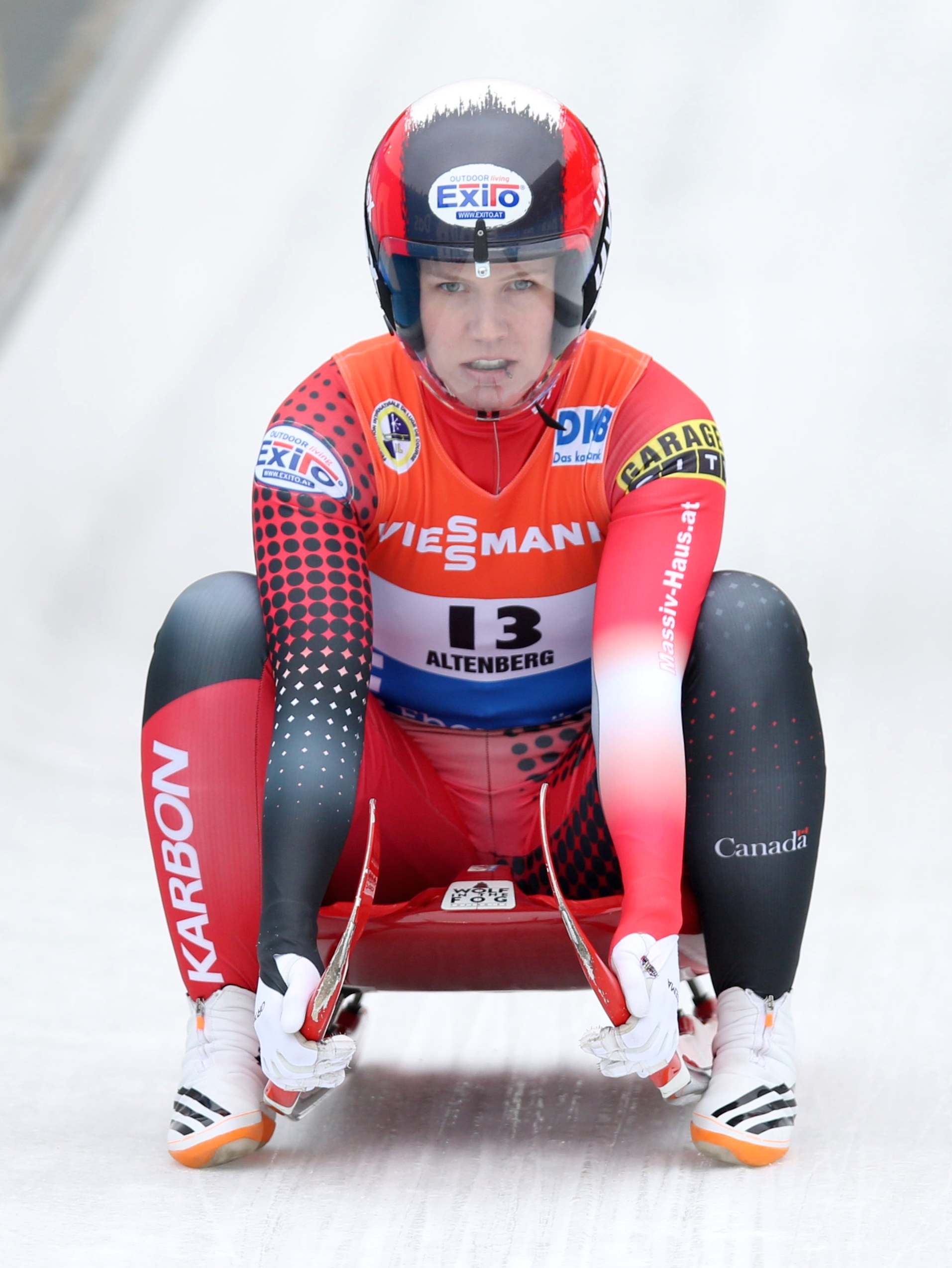
Alex Gough
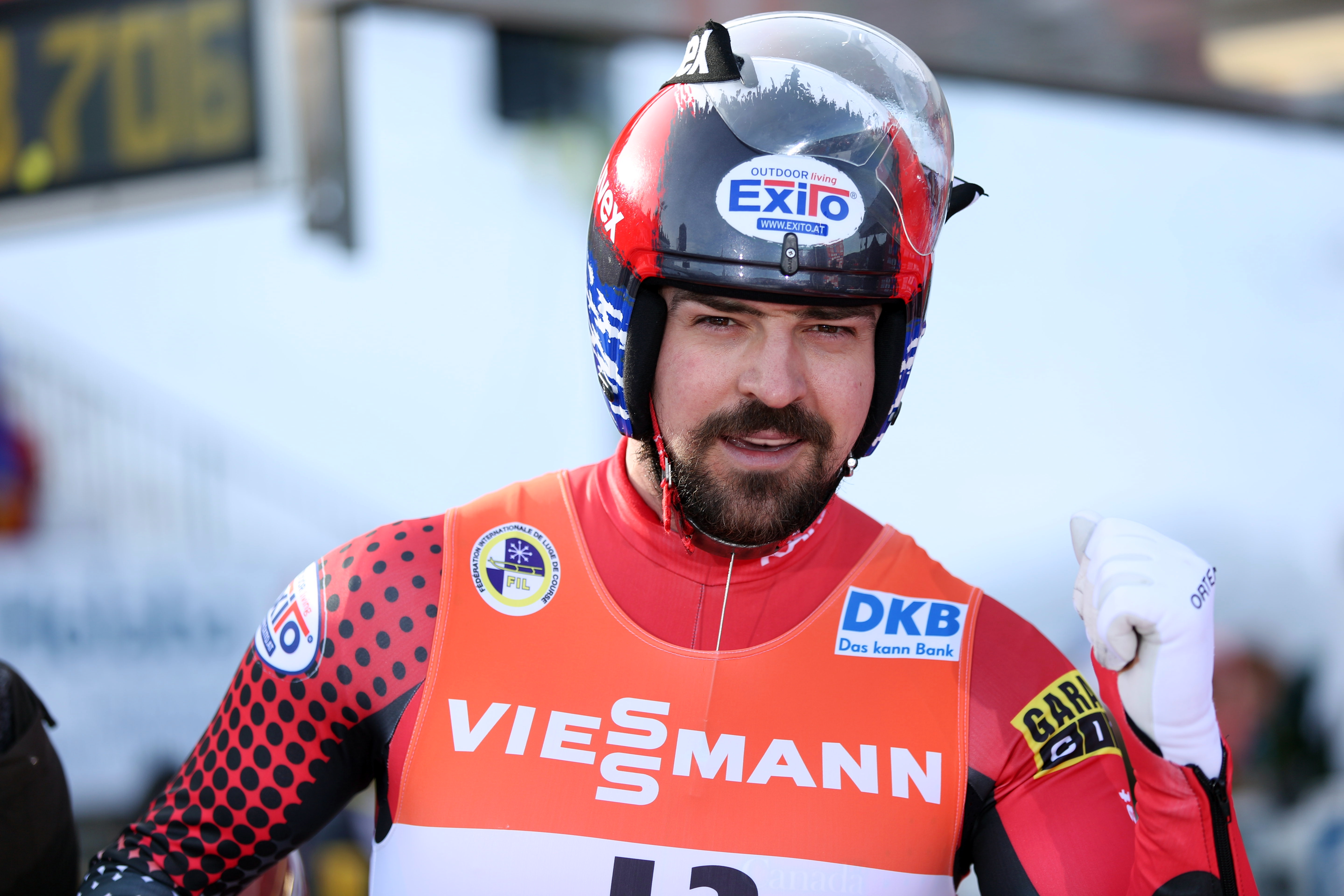
Samuel Edney
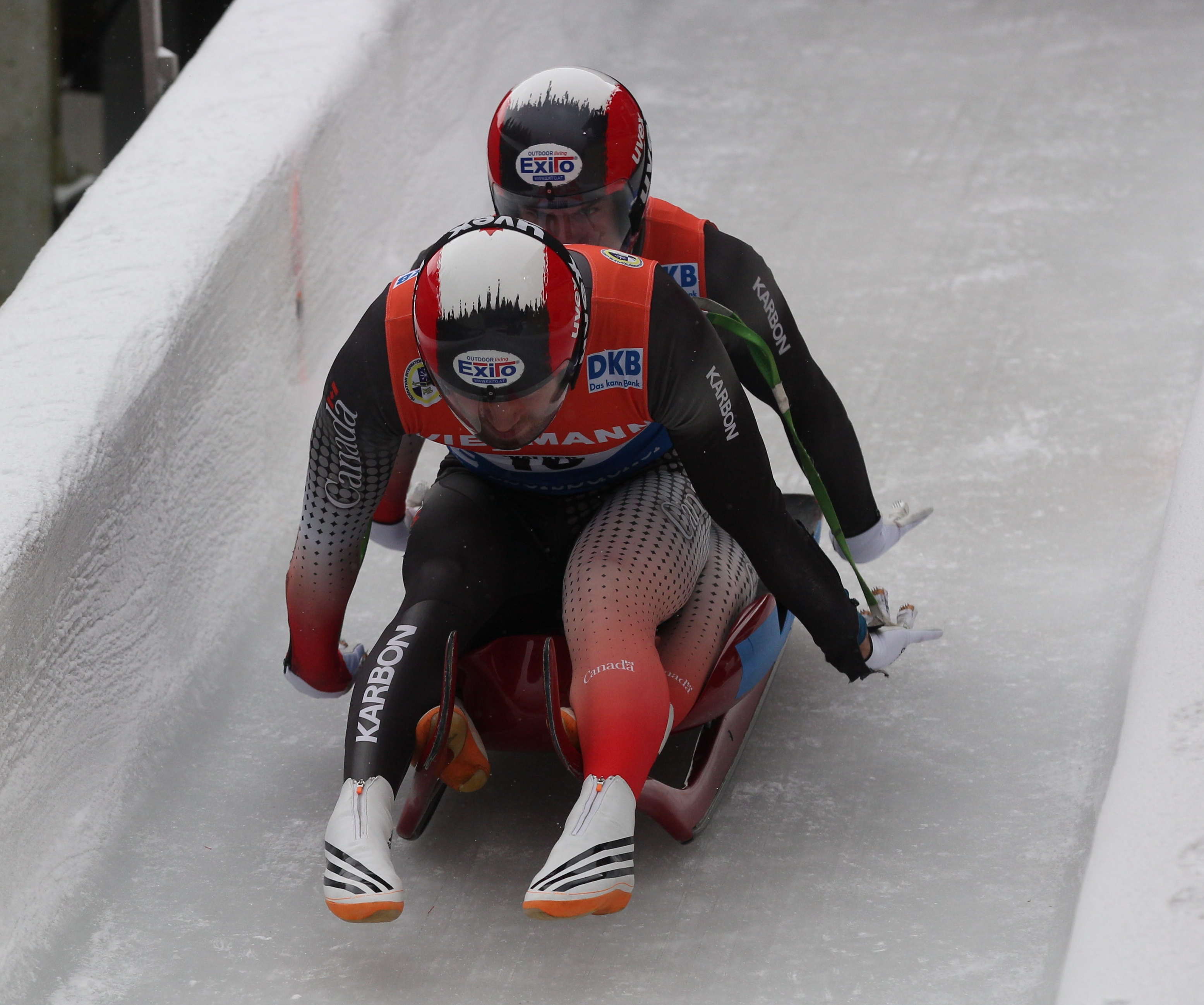
Tristan Walker und Justin Snith

## Einsitzer der Männer

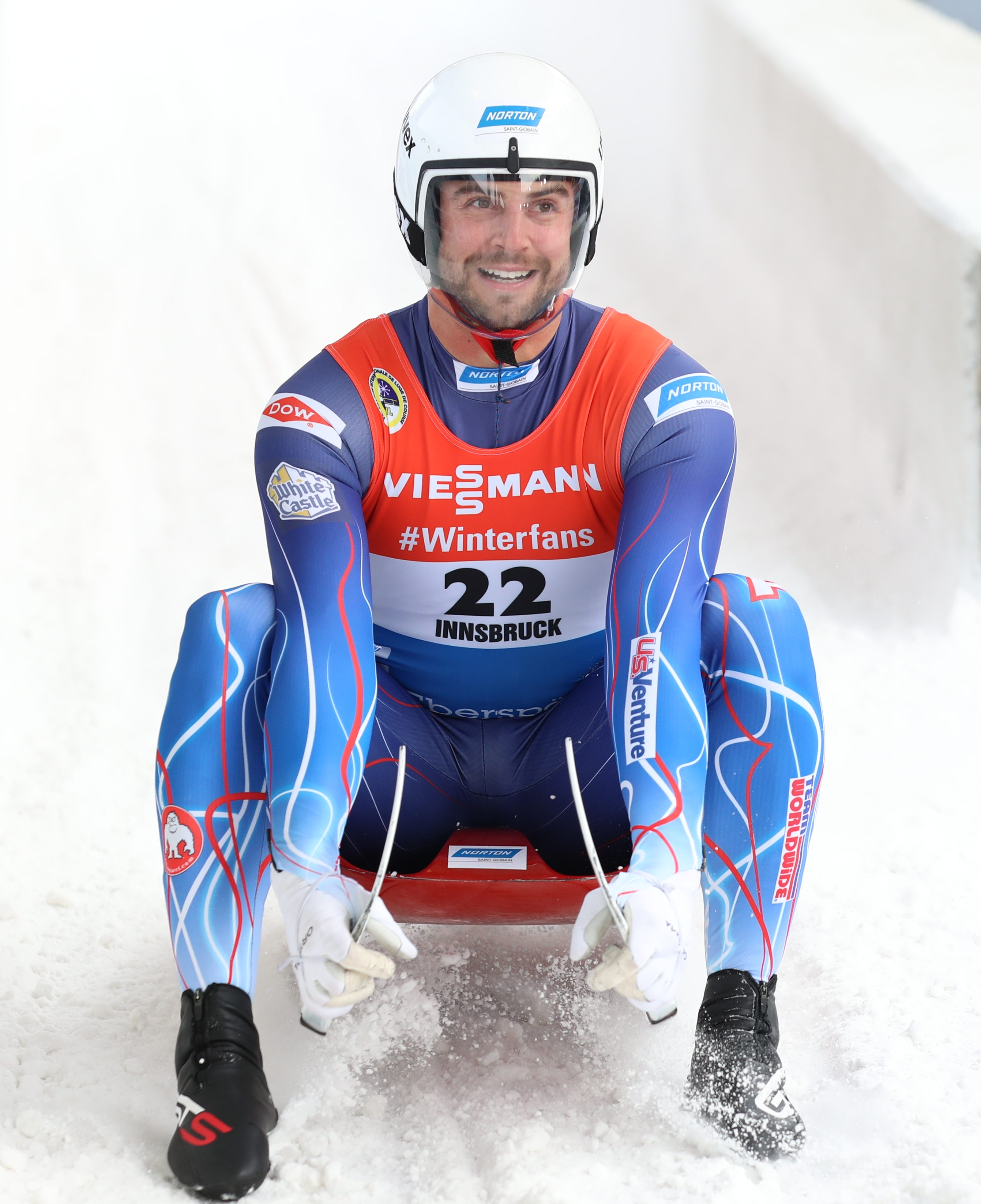
Christopher Mazdzer, Gewinner im Männer-Einsitzer

| Platz | Sportler                   | Laufzeiten        | Zeit             |
| ----- | -------------------------- | ----------------- | ---------------- |
| 01    | Christopher Mazdzer        | 51,668 s 51,647 s | 1:43,315 Minuten |
| 02    | Tucker West                | 51,921 s 51,997 s | 1:+0,603 s       |
| 03    | Jonathan Eric Gustafson    | 52,149 s 52,098 s | 1:+0,932 s       |
| 04    | Reid Watts                 | 52,390 s 52,090 s | 1:+1,165 s       |
| 05    | Alexander Michael Ferlazzo |                   |                  |

Datum: 15. Dezember
Nach dem ersten von zwei Wertungsläufen lag der US-Amerikaner Christopher Mazdzer bereits mit einem deutlichen Vorsprung vor seinen Landsmännern Tucker West und Jonathan Eric Gustafson in Führung. Rang 4 des Laufes belegte der Kanadier Reid Watts. Watts erreichte im zweiten Lauf zwar eine bessere Zeit als sein Konkurrent Gustafson, konnte diesen aber, aufgrund des großen Rückstandes nach Lauf 1, nicht mehr überholen. Somit änderte sich an der Reihenfolge nach Lauf 2 nichts mehr.
Den Wettbewerb im Einsitzer der Männer gewann Christopher Mazdzer mit mehr als einer halben Sekunde Vorsprung vor Tucker West und Jonathan Eric Gustafson. Für Mazdzer war es nach 2012, 2013 und 2015 der vierte Amerika-Pazifikmeistertitel. Das US-amerikanische Team konnte mit diesem Ergebnis auf seiner Heimbahn in Lake Placid das komplette Podium besetzen. Auf Rang 4 fuhr Reid Watts, der Australier Alexander Michael Ferlazzo wurde auf Rang 5 eingereiht, da er sich im vorangegangenen Nationencup (Qualifikationsrennen) nicht für das Weltcuprennen in Lake Placid qualifizieren und somit nicht am Wertungsrennen für die Amerika-Pazifikmeisterschaften teilnehmen konnte.
Mazdzer belegte im Race-in-Race ausgetragenen Weltcuprennen den 4. Platz, West wurde 10., Gustafson fuhr auf Rang 17 und Watts erreichte dort Platz 22.

## Doppelsitzer

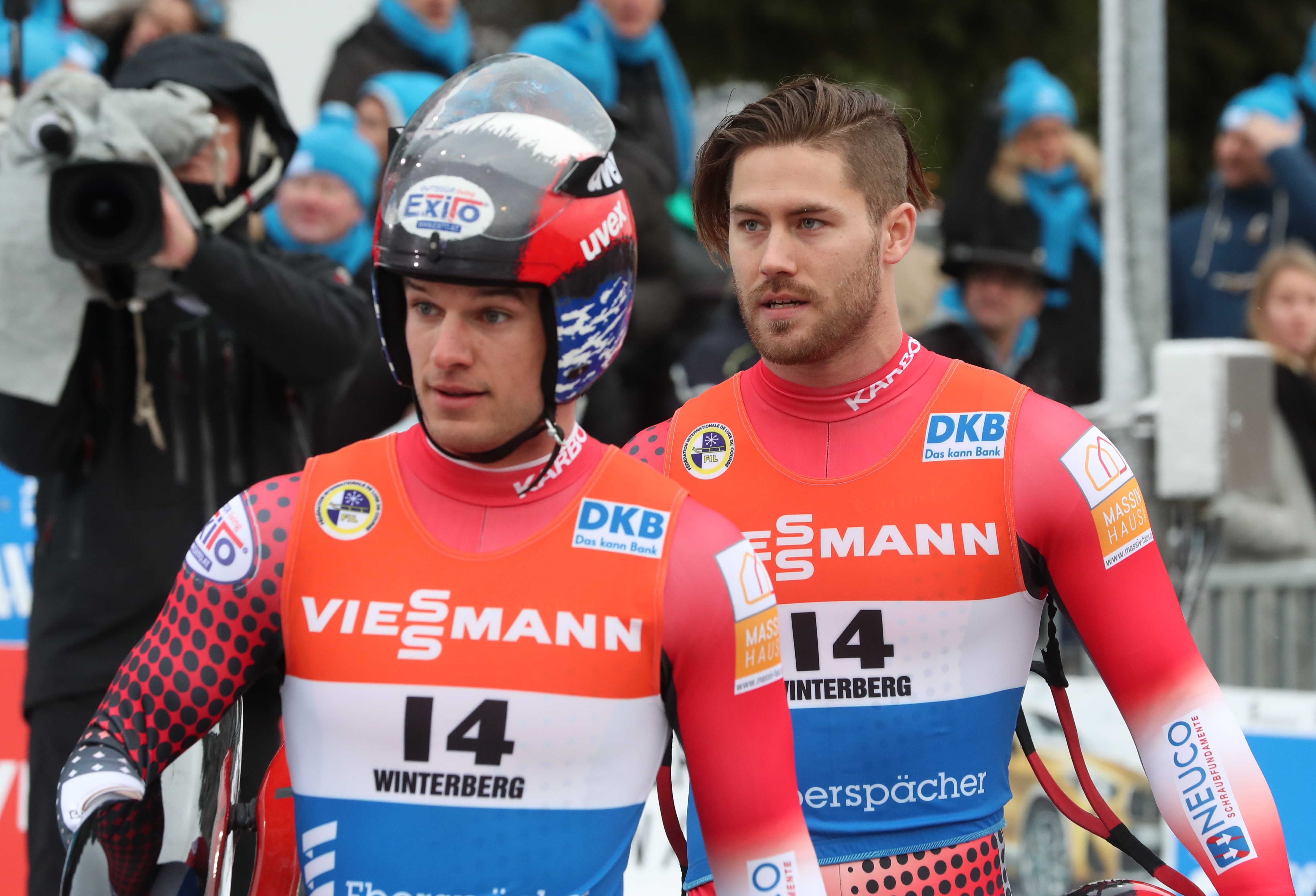
Tristan Walker und Justin Snith

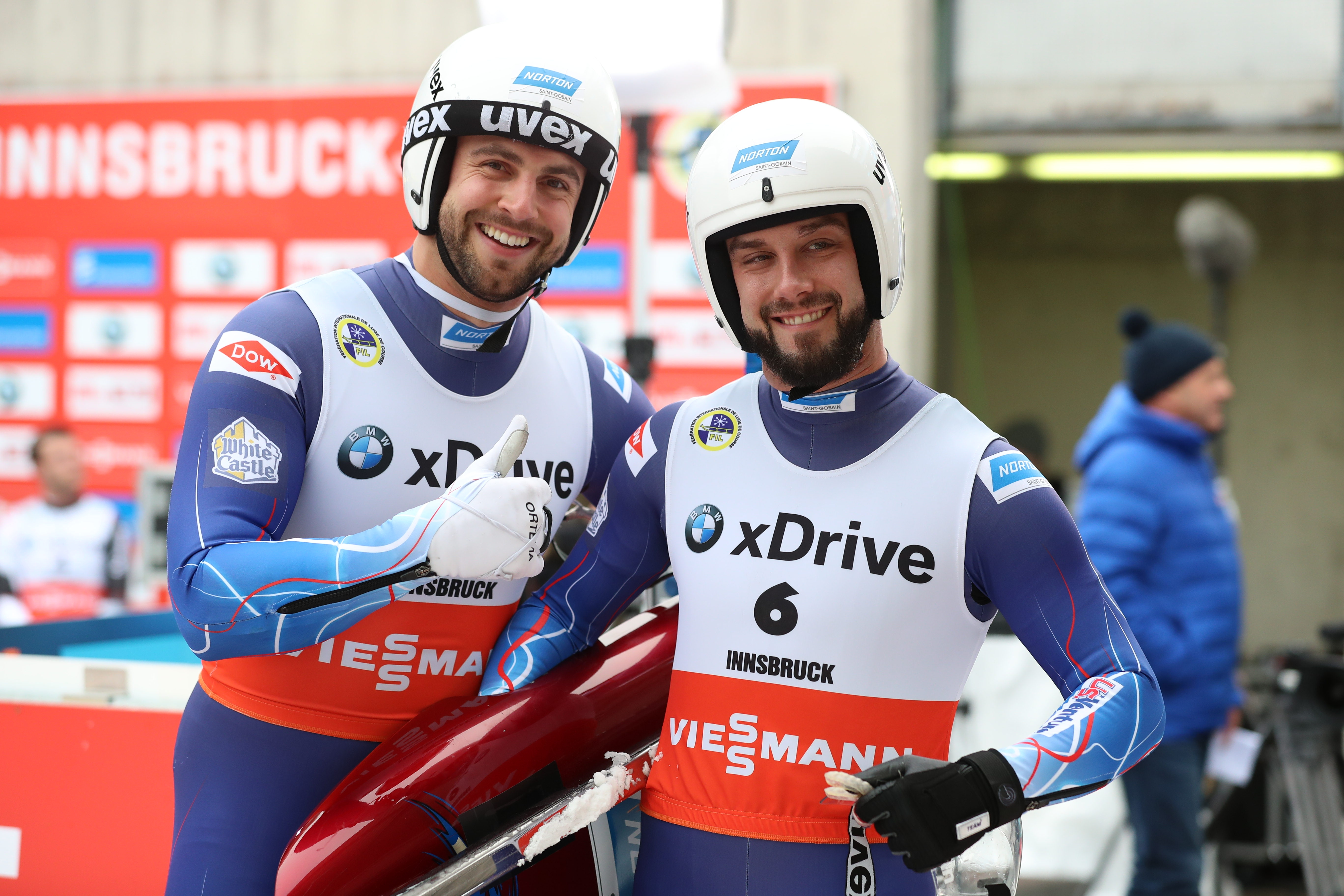
Christopher Mazdzer und Jayson Terdiman

| Platz | Sportler                            | Laufzeiten        | Zeit             |
| ----- | ----------------------------------- | ----------------- | ---------------- |
| 01    | Tristan Walker/Justin Snith         | 44,295 s 44,063 s | 1:25,358 Minuten |
| 02    | Christopher Mazdzer/Jayson Terdiman | 44,305 s 44,123 s | 1:+0,070 s       |

Datum: 15. Dezember
In der Doppelsitzerwertung der Amerika-Pazifikmeisterschaften starteten nur zwei Doppelsitzerpaare. Damit wurde die Mindestteilnehmerzahl zur Vergabe des Kontinentaltitels verfehlt. Eine Rennwertung wurde seitens der Fédération Internationale de Luge de Course erstellt, es erfolgte jedoch keine Titelvergabe. Neben den US-amerikanischen Lokalmatadoren Christopher Mazdzer, der kurz vor dem Doppelsitzerrennen bereits in der Einsitzerwertung siegte, und Jayson Terdiman waren noch die Kanadier Tristan Walker und Justin Snith am Start. Nachdem Terdimans Partner Matthew Mortensen seine Karriere mit dem Ende der Saison 2017/18 beendet hatte und er zunächst ohne Doppelsitzerpartner trainierte, bildete man im US-amerikanischen Team erneut ein Doppelsitzerpaar aus Christopher Mazdzer und Jayson Terdiman. Die beiden waren bereits bei Juniorenrennen gemeinsam an den Start gegangen.
Nach dem ersten von zwei Wertungsläufen führten die Kanadier Walker/Snith mit einem Vorsprung von 0,010 Sekunden vor Mazdzer/Terdiman. Im zweiten Wertungslauf gelang es Walker/Snith den Vorsprung zu vergrößern, sodass sich die Kanadier, letztendlich mit einem Vorsprung von 0,070 Sekunden, das Duell für sich entscheiden konnten und die US-Amerikaner Mazdzer/Terdiman auf deren Heimbahn auf den Silberrang verwiesen, einen Amerika-Pazifikmeistertitel erhielten sie damit jedoch nicht.
Im Race-in-Race ausgetragenen Weltcuprennen fuhren Walker/Snith auf Rang 5, Mazdzer/Terdiman kamen direkt dahinter auf Rang 6 ins Ziel.

## Einsitzer der Frauen

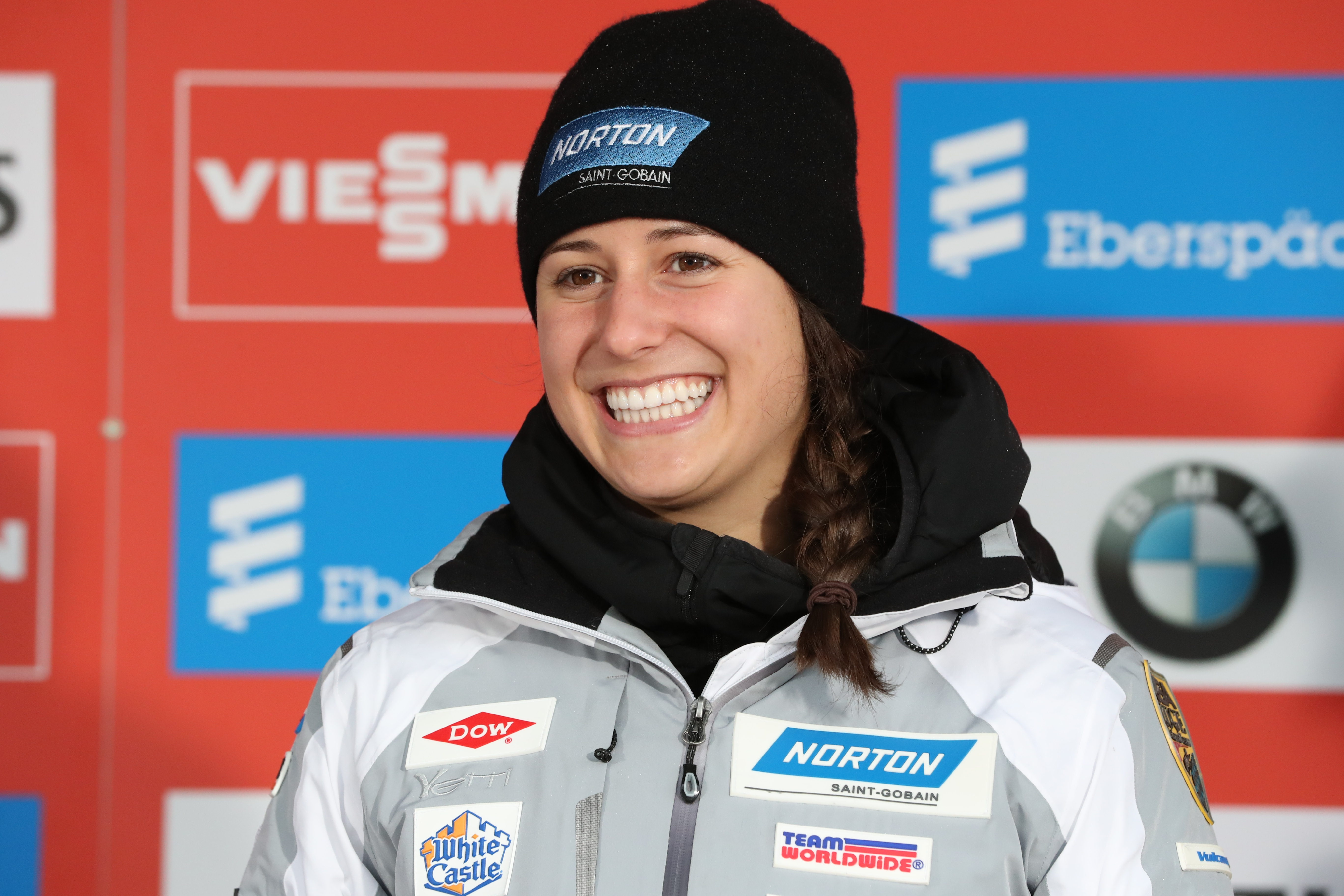
Emily Sweeney, Gewinnerin im Frauen-Einsitzer

| Platz | Sportler               | Laufzeiten        | Zeit             |
| ----- | ---------------------- | ----------------- | ---------------- |
| 01    | Emily Sweeney          | 43,837 s 44,106 s | 1:27,943 Minuten |
| 02    | Summer Britcher        | 43,849 s 44,163 s | 1:+0,069 s       |
| 03    | Brittney Arndt         | 43,997 s 44,066 s | 1:+0,120 s       |
| 04    | Kimberley McRae        | 44,017 s 44,098 s | 1:+0,172 s       |
| 05    | Raychel Germaine       | 44,314 s 44,527 s | 1:+0,898 s       |
| 06    | Brooke Apshkrum        | 44,629 s 44,668 s | 1:+1,354 s       |
| 07    | Carolyn Maxwell        | 44,681 s 44,644 s | 1:+1,382 s       |
| 08    | Verónica María Ravenna | 44,881 s 44,795 s | 1:+1,733 s       |

Datum: 16. Dezember
Am Rennen im Einsitzer der Frauen nahmen acht Starterinnen teil. Während die US-Amerikanerinnen Emily Sweeney und Summer Britcher bereits über die Gesetztenliste des Weltcups qualifiziert waren, qualifizierten sich ihre Landsfrauen Brittney Arndt, Raychel Germaine, wie auch die Kanadierinnen Kimberley McRae, Brooke Apshkrum und Carolyn Maxwell sowie die Argentinierin Verónica María Ravenna über den Nationencup. Nach dem ersten Lauf führte Emily Sweeney, die nach einem schweren Sturz bei den Olympischen Winterspielen erst zwei Wochen zuvor in Whistler in den Weltcup zurückgekehrt war, vor Summer Britcher und Brittney Arndt. Auf den weiteren Rängen folgten McRae, Germaine, Apshkrum, Maxwell und Ravenna.
Im zweiten Lauf fuhr Brittney Arndt, die ihre erste Weltcup-Saison bestreitet, die Bestzeit in der Amerika-Pazifikwertung, konnte sich aber im Gesamtklassement nicht weiter verbessern, sodass die Reihenfolge sich nicht veränderte. Mit Emily Sweeney, Summer Britcher und Brittney Arndt standen auf dem Podium allesamt Vertreterinnen des US-amerikanischen Teams. Die Kanadierin Kimberley McRae kam vor der US-Amerikanerin Raychel Germaine und ihren Landsfrauen Brooke Apshkrum und Carolyn Maxwell auf Rang 4. Verónica María Ravenna aus Argentinien wurde Achte.
Im Weltcuprennen wurde Sweeney Vierte, Britcher kam direkt dahinter auf Rang 5 und Arndt wurde Sechste, vor McRae auf Rang 7. Germaine fuhr auf Rang 17, Apshkrum landete auf Rang 22, direkt dahinter wurde Maxwell 23. und Ravenna kam auf den 25. Platz.

## Medaillenspiegel
Im Doppelsitzer wurde aufgrund der laut Reglement nicht ausreichenden Starterzahl kein Titel vergeben.
| Platz | Land               | Gold | Silber | Bronze | Gesamt |
| ----- | ------------------ | ---- | ------ | ------ | ------ |
| 1     | Vereinigte Staaten | 2    | 2      | 2      | 6      |